# Pouteria alnifolia
Pouteria alnifolia là một loài thực vật có hoa trong họ Hồng xiêm. Loài này được (Baker) Roberty miêu tả khoa học đầu tiên năm 1953.